# Arashi (banda)
Arashi (嵐 lit. Tormenta?) es una boy band japonesa compuesta por Satoshi Ōno, Shō Sakurai, Masaki Aiba, Kazunari Ninomiya y Jun Matsumoto bajo la agencia Johnny & Associates. Hicieron su debut el 3 de noviembre en 1999 en Honolulu, Hawái. Arashi cubre un amplio abanico de música, incluyendo R&B, hip hop y las diversas formas de la música pop. Además de ser un grupo idol popular en Japón, el grupo se conoce a través de Asia y de J-pop fanes de todo el mundo.
Después de la publicación de un álbum de estudio, un álbum de grandes éxitos, y seis sencillos bajo el sello Pony Canyon, el grupo se trasladó a la filial de la etiqueta de Johnny, J Storm en 2002, inicialmente establecido para sus futuras versiones. La mayoría de los álbumes y sencillos del grupo debutó en los primeros puestos de las listas de Oricon. Nueve años después de su debut que ha tomado las dos primeras colocaciones en el ranking de ventas anual de 2008, de la longevidad del grupo en la escena musical japonesa, a pesar de su imagen de ídolo del grupo. En el 2009 fueron ganadores de cuatro títulos en Oricon, llegando a la cima en sencillo, álbum, DVD de música, y total de ventas. Siendo la primera vez que sucede en la historia de Oricon.

## Historia
Johnny & Associates (o Johnny's) anunció el debut del grupo el 15 de septiembre de 1999, a través de una conferencia de prensa a bordo de un crucero frente a las costas de Honolulu, Hawái. Arashi, la palabra japonesa para tormenta, fue elegido por Johnny para representar al grupo con el objetivo de "crear una tormenta en todo el mundo." Arashi es actualmente el único grupo debutante Johnny que está escrito íntegramente en Kanji. Su primer sencillo, "A・RA・SHI", se convirtió en el tema de la 8 ª Copa del Mundo de Voleibol organizado por Japón en 1999. Que ganó la exposición generalizada cuando cantó su primer sencillo en la apertura de la Copa el 2 de noviembre de 1999. En el debut caso un día más tarde, un estimado de 80.000 aficionados se presentó en el Hipódromo Nacional de Yoyogi para ver la actuación en directo del grupo. El mismo pasó a convertirse en un gran éxito, vendiendo casi un millón de copias. A partir de marzo de 25 a 30 de abril de 2001, el grupo se embarcó en su primera gira nacional, Arashi Spring Concert 2001. La visita tuvo lugar en Sendai, Osaka, Nagoya, Hokkaido, Fukuoka, Hiroshima, Kanazawa, Toyama y Tokio, con 26 ejecuciones sin precedentes. Marzo de 2002 se caracterizó por el regreso del grupo a Hawái, con una serie de giras ventilador, como parte de Johnny Hawái Stand Up! Campaña.
En 2006, el grupo de sencillos y álbumes se emitieron fuera de Japón. Su álbum, Arashic, fue publicado no solo en Japón, en Hong Kong, Corea del Sur, Taiwán y Tailandia también. En Corea, el álbum resultó tan exitosa, las primeras 10 000 copias del álbum fueron vendidas en el primer día, e incluso superó el coreano no ventas en la tercera semana de julio. El 31 de julio de 2006, el grupo se embarcó en su Jet Storm Tour, que tiene por objeto promover el álbum. El tour de un día cubrió Taiwán, Tailandia y Corea del Sur, los países que más tarde se convertirían en parte de su gira de Asia (El concierto de Tailandia, Thai-J Pop Concert, fue cancelado debido a un golpe militar).
El concierto en Corea, se decidió debido a que unos 1.500 aficionados coreanos se reunieron en el Aeropuerto Internacional de Incheon durante la conferencia de prensa del grupo con respecto al Jet Storm. El concierto, celebrado el 12 de noviembre de 2006, convirtió a Arashi en el primer grupo de Johnny's Entertainment en realizar un concierto individual en Corea del Sur. El grupo comprobó su popularidad con sus fanes coreanos cuando las entradas del concierto fueron vendidas en solo una hora; cerca de 150,000 personas los apartaron vía en línea. Aparte de sus conciertos, el grupo representó a Japón en el Festival de la Canción de Asia (Asia song festival) en el 2006, que también tuvo lugar en Corea del Sur.
La canción que se usa como intro en la serie japonesa "Hana Yori Dango" (2005), basada en la novela gráfica del mismo nombre de la mangaka Yōko Kamio se llama "Wish". Fue cantada por los miembros de la boy band y el cual uno de ellos; Jun Matsumoto interpretó el papel de uno de los personajes masculinos principales llamado Tsukasa Domyoji. Es una de las canciones más icónicas de la serie, muy reconocida por los fans de todo el mundo. El 21 de febrero de 2007, el grupo lanzó su primer sencillo del año 2007, "Love So Sweet", la canción tema para el drama de televisión de alta calificación Hana yori dango 2, que alcanzó el puesto número uno tanto en las listas del Oricon diario como las del semanal. Su decimonoveno sencillo "We Can Make It!", publicado el 2 de mayo de 2007, trazó también el número uno en Oricon de gráficos diarios y semanales, antes de caer fuera del Top 10 en su segunda semana, solo para volver al Top 10 en su tercera semana. En abril de 2007, el grupo realizó en uno de sus grandes conciertos: Arashi Around Asia in Dome, que era una continuación de su retorno triunfante concierto, con el fin de celebrar la exitosa gira de Asia, celebrada en enero de 2007. Un gran número de aficionados balloted conciertos para el mes de enero por lo que se decidió que se celebraría una cúpula de la versión en concierto. Arashi Around Asia in Dome se celebró en la Cúpula Kyocera Dome en Osaka, y en el Tokyo Dome, con una capacidad total de 100.000 personas, y había una asistencia de más de 200.000.
Su noveno álbum de estudio, Time publicado en julio, siguió la cadena de números uno de las emisiones del grupo, con la venta de más de 190.000 copias en su primera semana. También en julio, vio el estreno de la producción TBS drama del manga, Yamada Taro Monogatari protagonizada por los miembros Kazunari Ninomiya y Sho Sakurai. El tema musical de la serie, "Happiness", fue cantado por el grupo y también debutó en el primer lugar de sencillos japoneses en los gráficos. El año dio buenos resultados para el grupo, con todos sus sencillos en el Top 30 de las tablas anuales de Oricon, con "Love So Sweet" rango 4 de ventas en un solo conjunto.
El éxito del grupo en 2007 provocó un renovado interés, con dos anuncios importantes en febrero de 2008. El primero fue el anuncio de que el grupo estaría realizando una gira de conciertos de los cinco grandes cúpulas, en Tokio, Nagoya, Osaka, Fukuoka y Sapporo. El tour, titulado ARASHI Marks 2008 Dream-A-live, consistió en 10 actuaciones, del 16 de mayo en Osaka al 6 de julio en Sapporo. El único otro artista de Johnny que ha realizado una gira en las cinco cúpulas son SMAP y Kinki Kids. El segundo anuncio es de la cadena de televisión japonesa TBS, anunciando que el grupo anfitrión de un show de variedades se ocupan de temas sociales y culturales en su horario de línea como parte de su estrategia de programación después de las preocupaciones acerca de la caída puntuaciones. El espectáculo titulado Himitsu no Arashi-chan ("Secretos de Arashi-chan"), emitido 10:00 JST, a partir del 10 de abril, y fue producido por Saori Hirata. Fue el primer show de variedades organizado por el grupo al ser transmitido en horario estelar. Como una campaña de publicidad para el show, el grupo apareció en Tokio un amigo TBS Parque Especial el 31 de marzo, que se convirtió en la más vista de la no-ficción programa de horario estelar de esa noche, registrando una audiencia de calificación de 19,7%.
Arashi es el tercer grupo de música (después de SMAP y Dreams Come True) en llevar a cabo en el Estadio Nacional de Tokio su primer gran concierto al aire libre el 5 de septiembre de 2008 como el comienzo de la segunda gira de Asia del grupo, que incluyó Taipéi, Seúl y Shanghái; primer concierto de Johnny & Associates en China. 2008 resultó ser un año exitoso para el grupo con su 23a sencillo, "Truth/Kaze no Mukō e", superando los Oricon individuales gráfico para el año con "One Love" segundo para el próximo año. Son el primer artista desde 1989 a tomar las dos primeras colocaciones de los gráficos. Su sencillo 24a, "Beautiful Days", como también el 10.º sencillo más vendido del año.
El 27 de enero de 2019 se anunció por parte del grupo a través de su agencia Johnny & Associates que Arashi haría un parón de sus actividades grupales a partir de finales de 2020. El grupo tomó esta decisión por petición de su líder Satoshi Ōno, quien quería retirarse por un tiempo del entretenimiento y enfocarse en su vida privada. El resto del grupo estuvo de acuerdo en no continuar sin uno de los miembros y probar diferentes vertientes de sus carreras por separado. Desde la fecha del anuncio hasta finales de 2020 se programó una gira de conciertos y actuaciones como despedida y agradecimiento a sus fanes.

## Miembros de la agrupación
- Satoshi Ōno (大野 智, Ōno Satoshi, 26 de noviembre de 1980)

Ōno es el renuente "líder" del grupo después de ganar contra Sho Sakurai en una ronda de piedra-papel-tijeras en un show de variedades japonés. El mismo patrón de él de mala gana "ganando" contra de Sho se ha visto repetido muchas veces desde entonces. 
Si bien es considerado una persona callada y tímida; es conocido por ser uno de los mejores bailarines y cantantes de la compañía, siendo el que canta las partes más altas de las canciones de la banda. Ōno fue llamado por Johnny el "líder de danza". Otros artistas de la misma compañía han expresado abiertamente su admiración por su forma de bailar. De hecho, en un inicio nunca estuvo interesado en cantar o actuar, solo en bailar.
Ōno dibuja desde que se encontraba en la escuela. De hecho, se convirtió en el primer artista de su compañía que realizó una exposición de arte, la cual fue titulada "Freestyle". Él también participa en el dúo cómico Ohmiya SK con su compañero de banda Kazunari Ninomiya, quien es el más cercano a él dentro de la agrupación. De todos los miembros, él es quien ha aparecido en el menor número de obras teatrales y dramas, pues prefiere centrarse en la música. Realizó su primer concierto en solitario el 29 de enero de 2006. 
- Shō Sakurai (櫻井 翔, Sakurai Shō, 25 de enero de 1982)

Sakurai es conocido por ser el rapero de la banda, escribiendo la mayoría de los raps en las canciones. Ingresó a la Johnny & Associates el año 1995, a la edad de 13 años; aun cuando sus padres se encontraban en contra de que perteneciese a la industria del entretenimiento.
Actualmente es coanfitrión de la News Zero, noticiero emitido por la NTV los lunes, lo que lo convierte en el primer Idol en ser anfitrión de una elección especial. Sakurai es posiblemente el que tiene mayor nivel de educación en el grupo, pues se graduó como economista de la Universidad de Keiō y domina del idioma inglés. 
En el 2008, fue llamado a cubrir los Juegos Olímpicos de Beijing en la NTV. Gracias a esto y a su trabajo como actor, cantante y presentador, Sakurai recibió el premio Japan GQ 2009 para el “Hombre del Año” en la categoría cantantes/actores. El año 2009 protagonizó una película "Yatterman"; la cual se estrenó en diferentes partes del mundo, incluyendo en Estados Unidos. 
- Masaki Aiba (相葉 雅紀, Aiba Masaki, 24 de diciembre de 1982)

Es el único miembro de la banda que no nació en Tokio, habiéndolo hecho en la Prefectura de Chiba. Fue hospitalizado una vez tras desmayarse debido al colapso de uno de sus pulmones y se vio obligado a dejar de tocar el saxofón luego de la operación a la cual fue sometido. 
Es notorio su amor por los animales. De hecho, interactúa con varios de ellos al ser coanfitrión del programa de televisión Tensai! Shimura Doubutsuen. También sobresale en los deportes, especialmente el baloncesto. Es conocido por tener sufrir de un leve déficit de atención y a menudo salta de un tema durante las conversaciones y entrevistas, además de presentar dificultades para leer kanjis.
- Kazunari Ninomiya (二宮 和也, Ninomiya Kazunari, 17 de junio de 1983)

Ninomiya, apodado Nino, es único miembro del grupo que ha participado en alguna película de la industria de Hollywood: Protagonizó Cartas desde Iwo Jima de Clint Eastwood, siendo alabado por él mismo. Junto con su compañero, Jun Matsumoto, se ha dicho que es capaz de "actuar con los ojos". Johnny nombró a Ninomiya como el "Líder de la actuación" y han sido ambos, él y Matsumoto, quienes han participado en más series, obras teatrales y películas que el resto de miembros de la banda. Planeaba estudiar para ser director de cine en Estados Unidos, pero no pudo debido al debut de Arashi en 1999. 
Es considerado una persona espontánea y bromista. Toca la guitarra y el piano, además de componer canciones. Sin embargo, suele ser visto con un juego de consola en la mano y ha admitido públicamente que era un otaku cuando era estudiante de primaria. 
- Jun Matsumoto (松本 潤, Matsumoto Jun, 30 de agosto de 1983)

Conocido como MatsuJun, es el miembro más joven de Arashi. Matsumoto es conocido por sus papeles en dramas como Hana yori dango, Kimi wa petto, Gokusen, entre otros. Es el primer hombre japonés en aparecer en la portada de la revista Marie Claire de Japón. Ōno, líder de la banda, lo ha descrito como el "maestro de los conciertos" debido a su costumbre de adoptar una actitud perfeccionista y prestar atención al mínimo detalle antes y durante las actuaciones en vivo. 
Matsujun goza de mucha popularidad debido a su excelente participación en la serie japonesa "Hana yori Dango", la mayoría afirma que es el más atractivo del grupo también. Matsumoto es uno de los tres ídolos a los cuales se considera parte de cierta élite en la compañía porque fue llamado a unirse a esta por el propio Johnny Kitagawa sin tener que audicionar, como el resto de sus compañeros de banda. En 2008, Matsumoto se convirtió en un GQ Hombre del Año Japonés bajo la categoría de cantante/actor. 
Aparte de su carrera musical, los miembros de Arashi también han aparecido en películas, programas de variedades, comerciales, obras de teatro, y varias series de televisión. Actualmente, también son los anfitriones de programas de variedades como Arashi ni Shiyagare y Himitsu no Arashi-chan, así como el programa de concursos VS Arashi.

## Discografía
Hasta la fecha, Arashi ha lanzado catorce álbumes (que incluye once álbumes de estudio y tres álbumes de compilación) y 41 sencillos. El lanzamiento de su decimosegundo álbum de estudio, será lanzado el 23 de octubre y lleva por nombre "LOVE". 
| - 2001: Arashi No.1 Ichigou: Arashi wa Arashi o Yobu! - 2002: Here We Go! - 2003: How's It Going? - 2004: Iza, Now! - 2005: One - 2006: Arashic - 2007: Time - 2008: Dream "A" Live - 2010: Boku no Miteiru Fūkei - 2011: Beautiful World - 2012: Popcorn - 2013: LOVE - 2014: The Digitalian - 2015: Japonism - 2016: Are You Happy? - 2017: Untitled - 2002: Arashi Single Collection 1999–2001 - 2004: Arashi 5x5: The Best Selection of 2002–2004 - 2009: All the Best! 5x10 (1999-2009) - 2019: All the Best! 5x20 (1999-2019) |

### Vídeos
| Fecha      | Título                                                                                                  | Etiqueta/número                                      |
| ---------- | --- | ---------------------------------------------------- |
| 2000-06-28 | "Suppin' Arashi First Concert 2000"                                                                     | Pony Canyon PCVP-52921 (VHS)                         |
| 2002-06-12 | "All or Nothing"                                                                                        | J Storm JABA-5001 (DVD) JAVA-5001 (VHS)              |
| 2003-06-25 | "Pika☆nchi Life Is Hard Dakedo Happy" (ピカ☆ンチ Life Is Hard だけど Happy)                             | Johnny's PIBD-7340 (DVD) PIBD-7341 (Limited Ed. VHS) |
| 2003-12-17 | "How's It Going? Summer Concert 2003"                                                                   | J Storm JABA-5002 (DVD) JAVA-5002 (VHS)              |
| 2005-01-01 | "2004 Arashi! Iza, Now Tour!!"                                                                          | JABA-5005 (DVD) JABA-5006 (LE DVD) JAVA-5004 (VHS)   |
| 2004-02-18 | "Making of Pika☆nchi Life Is Hard Dakara Happy" (メイキング・オブ・ピカ☆ンチ Life Is Hard だから Happy) | Johnny's GNBD-7008 (DVD)                             |
| 2004-10-20 | "Pika☆nchi Life Is Hard Dakara Happy" (ピカ☆ンチ Life Is Hard だから Happy)                             | GNBD-7066 (LE DVD) GNBD-7067 (DVD)                   |
| 2006-11-01 | "C x D x G no Arashi Vol. 1"                                                                            | VPBF-12667 (DVD)                                     |
| 2006-11-01 | "C x D x G no Arashi Vol. 2"                                                                            | VPBF-12668 (DVD)                                     |
| 2007-05-23 | "Arashi Around Asia; Thailand-Taiwan-Korea"                                                             | J Storm JABA-5020-5022 (LE DVD) JABA-5023-5024 (DVD) |
| 2007-10-03 | "Kiiroi Namida" (Yellow Tears) (黄色い涙)                                                               | Johnny's GNBD-7429 (LE DVD) GNBD-7430 (DVD)          |
| 2007-10-17 | "Arashi Around Asia+ in Dome"                                                                           | J Storm JABA-5025-5026 (LE DVD) JABA-5027-5028 (DVD) |
| 2008-04-16 | "Summer Tour 2007 Final: Time - The Power of Words" (Summer Tour 2007 Final: Time - コトバノチカラ)     | J Storm JABA-5038 (DVD)                              |
| 2009-03-25 | "Arashi Around Asia 2008 in Tokyo"                                                                      | J Storm JABA-5046 (DVD)                              |
| 2010-04-07 | " Arashi Anniversary Tour 5x10"                                                                         | J Storm JABA-5067 (DVD)                              |
| 2011-01-26 | " Arashi 10–11 Tour "Scene": Kimi to Boku no Miteiru Fūkei – Stadium"                                   | J Storm JABA-5080 (DVD)                              |
| 2011-06-15 | " Arashi 10–11 Tour "Scene": Kimi to Boku no Miteiru Fūkei – DOME+"                                     | J Storm JABA-5084 (DVD)                              |
| 2012-12-26 | " "Arashi ARAFES" at Kokoritsu"                                                                         | J Storm JABA-5107/8 (DVD)                            |

### Fotos
| Fec                                                                     | Título | Editorial     | ISBN          |
| ----------------------------------------------------------------------- | --- | ------------- | ------------- |
| 2002-06-15                                                              | Magazine House | 4-838783-60-4 |               |
| 2002-10-04                                                              | Arashi 04150515 | M. Co.        | 4-048535-59-5 |
| 2004-03-01                                                              | Pikanchi A to Z: Arashi no Pikanchi Daburu na Hibi (ピカ☆ンチ AtoZ 嵐のピカ☆ンチダブルな日々) | M. Co.        | 4-048941-53-4 |
| Arashigoto: Marugoto Arashi no 5-Nen-Han (アラシゴト まるごと嵐の5年半) | Shuueisha | 4-087804-16-X |               |
| 2007-01-11                                                              | Arashi Around Asia | M. Co.        | 4-048942-01-8 |
| 2007-04-04                                                              | Kiiroi Namida: 1963's Arashi (黄色い涙 西暦一九六三年の嵐) | M. Co.        | 4-048942-03-4 |
| 2007-09-28                                                              | Arashi: Complete Otakara Photo Book: Big Wave (嵐お宝フォトBook Big Wave) | RECO Books    | 4-862040-51-9 |
| 2008-09-05                                                              | Arashi Is Alive! - 149.536 copias vendidas en la primera semana de liberación y se convirtió en la primera fotos para obtener un número del 1 debut en la clasificación general libro gráfico en Japón - Un CD de su nueva canción "Re(mark)able" fue incluido junto con las fotos. | Non-No        | 4-087805-02-6 |